# Siete maravillas de Polonia
Las siete maravillas de Polonia (en polaco: Siedem cudów Polski) fue una selección de las maravillas culturales situadas en Polonia, realizada por el periódico polaco Rzeczpospolita a partir de un concurso público en el país. Los resultados fueron publicados el mes siguiente.
Inicialmente fueron seleccionados, por los lectores en línea del periódico, más de 400 monumentos nacionales como candidatos, aunque en la segunda ronda de selecciones un panel de expertos redujo el número a solamente 27. La tercera y última ronda fue una votación del público en línea, que comenzó el 31 de agosto de 2007 para elegir las siete maravillas. Los resultados de la votación popular se anunciaron el 21 de septiembre de 2007.

## Siete maravillas de Polonia
| # | Nombre                                                                                               | Localización                  | Imagen |
| - | --- | ----------------------------- | ------ |
| 1 | Minas de sal de Wieliczka Kopalnia soli Wieliczka Patrimonio de la Humanidad de la UNESCO            | Wieliczka                     |        |
| 2 | Ciudad vieja de Toruń Patrimonio de la Humanidad de la UNESCO                                        | Toruń                         |        |
| 3 | Castillo de Malbork Zamek w Malborku Patrimonio de la Humanidad de la UNESCO                         | Malbork                       |        |
| 4 | Castillo de Wawel y catedral de Wawel Zamek Królewski na Wawelu                                      | Cracovia                      |        |
| 5 | Canal de Elbląg Kanał Elbląski                                                                       | Voivodato de Varmia y Masuria |        |
| 6 | Ciudad vieja de Zamość Patrimonio de la Humanidad de la UNESCO                                       | Zamość                        |        |
| 7 | Plaza del Mercado de Cracovia y centro histórico de Cracovia Patrimonio de la Humanidad de la UNESCO | Cracovia                      |        |